# Ханк Азария
Хенри Албърт „Ханк“ Азария (на английски: Henry Albert "Hank" Azaria; роден на 25 април 1964 г.) е американски телевизионен, филмов и театрален актьор, режисьор, озвучаващ артист и комедиант, носител на четири награди „Еми“. Известен е с озвучаването на редица герои от анимационния сериал „Семейство Симпсън“, измежду които са Мо Сизлак, Апу, началник Уигъм, Карл, продавача на комикси и други. Участва в игрални филми като „Годзила“, „Погребална мистерия“, „Завръщането на Поли“, „Бягай, дебелако, бягай“, „Нощ в музея 2“, „Смърфовете“ и други.

## Личен живот
В началото на 90-те години има връзка с актрисата Джули Уорнър. Връзката му с актрисата Хелън Хънт започва през 1994 г. Двамата се женят на традиционна еврейска церемония в дома си в Калифорния на 17 юли 1999 г. Двамата се развеждат на 18 декември 2000 г. През 2007 г. Азария започва връзка с бившата актриса Кейти Райт, и по-късно се женят. Имат син на име Хал, роден през 2009 г.

## Избрана филмография
| Година | Филм                                    | Оригинално заглавие                            | Роля                                                                              | Режисьор                                |
| ------ | --------------------------------------- | ---------------------------------------------- | --------------------------------------------------------------------------------- | --------------------------------------- |
| 1989   | Семейство Симпсън                       | The Simpsons                                   | Мо, д-р Ник, Лени и Карл, шериф Уигъм, Апу, продавачът на комикси, професор Фринк | Мат Грьонинг – създател                 |
| 1990   | Романтично синьо                        | Cool Blue                                      | Бъз                                                                               | Марк Мълин, Ричард Шепърд               |
| 1990   | Хубава жена                             | Pretty Woman                                   | детектив                                                                          | Гари Маршъл                             |
| 1994   | Телевизионно състезание                 | Quiz Show                                      |                                                                                   | Робърт Редфорд                          |
| 1994   | Бетовен                                 | Beethoven                                      | пудела Килър                                                                      |                                         |
| 1994   | Спайдър-Мен: Анимационният сериал       | Spider-Man: The Animated Series                | Еди Брок                                                                          | Стан Лий, Стив Дитко – създатели        |
| 1994   | Приятели                                | Friends                                        | Дейвид                                                                            | Дейвид Крейн, Марта Кауфман – създатели |
| 1995   | Жега                                    | Heat                                           | Алън Марсиано                                                                     | Майкъл Ман                              |
| 1995   | Картун Картун Шоу                       | The Cartoon Cartoon Show                       |                                                                                   | Фред Сийбърт – създател                 |
| 1995   | Луд съм по теб                          | Mad About You                                  |                                                                                   | Пол Райзър, Дани Джейкъбсън – създатели |
| 1996   | Клетка за птици                         | The Birdcage                                   | Агадор                                                                            | Майк Никълс                             |
| 1997   | Принцеса Анастасия                      | Anastasia                                      | Барток                                                                            | Дон Блът, Гари Голдман                  |
| 1998   | Годзила                                 | Godzilla                                       | Виктор Палоти                                                                     | Роланд Емерих                           |
| 1999   | Секретен екип                           | Mystery Men                                    |                                                                                   | Кинка Ъшър                              |
| 1999   | Барток Великолепни                      | Bartok the Magnificent                         | Барток                                                                            | Дон Блът, Гари Голдман                  |
| 2001   | Любимците на Америка                    | America's Sweethearts                          |                                                                                   | Джо Рот                                 |
| 2001   | Футурама                                | Futurama                                       | Харолд                                                                            | Мат Грьонинг – създател                 |
| 2004   | Завръщането на Поли                     | Along Came Polly                               | Клод                                                                              | Джон Хамбург                            |
| 2004   | Големи топки                            | Dodgeball: A True Underdog Story               |                                                                                   | Роусън Маршал Търбър                    |
| 2007   | Семейство Симпсън: Филмът               | The Simpsons Movie                             |                                                                                   | Дейвид Силвърман                        |
| 2009   | Нощ в музея 2                           | Night at the Museum: Battle of the Smithsonian | Ка Мун Ра/Мислителят/Ейбръхам Линкълн                                             | Шон Леви                                |
| 2009   | Година първа: Запознай се с предците си | Year One                                       | Ейбръхам                                                                          | Харолд Реймис                           |
| 2010   | Любовта е опиат                         | Love & Other Drugs                             | д-р Стан Найт                                                                     | Едуард Зуик                             |
| 2011   | Скок-подскок                            | Hop                                            |                                                                                   | Тим Хил                                 |
| 2011   | Смърфовете                              | The Smurfs                                     | Гаргамел                                                                          | Раджа Госнел                            |
| 2011   | Весели крачета 2                        | Happy Feet Two                                 | Могъщия Свен                                                                      | Джордж Милър                            |
| 2011   | Шоуто на Кливланд                       | The Cleveland Show                             |                                                                                   | Сет Макфарлън – създател                |
| 2013   | Смърфовете 2                            | The Smurfs 2                                   | Гаргамел                                                                          | Раджа Госнел                            |
| 2013   | Семейният тип                           | Family Guy                                     |                                                                                   | Сет Макфарлън – създател                |
| 2014   | Рей Донован                             | Ray Donovan                                    | Ед Кокран                                                                         | Ан Бидърман – създател                  |